# Сага об Ингваре Путешественнике
Сага об Ингваре Путешественнике (др.-сканд. Yngvars saga víðförla) — скандинавская сага об Ингваре и его сыне Свейне, которые предприняли легендарное путешествие по великой реке из страны Гардарики в 1040-х годах (MXL). Приблизительное время написания — XII век. Возможный автор — Одд Сноррасон Мудрый (Oddr Snorrason).
Сохранилось три списка саги от второй половины XIV в. и позже. Наиболее ранний список рассматривается как копия с утраченного списка начала XIV в.
Сага подтверждается многими так называемыми «Камнями Ингвара», на которых записаны имена участников похода. Большинство таких камней расположено вблизь озера Меларен в Юпляндии, Швеция. Согласно камню брата Ингвара, тот пошёл за золотом на восток, но умер в земле аббасидов.
Некоторые склонным проводить определенные параллели с «Прядью об Эймунде» (см. ниже).

## Действующие лица
- Конунг Эйрик (Eiríkr inn sigrsæli) — конунг Свитьода Эйрик Победоносный.
- Аки (Áki höfðingi) — один из хёвдингов Свитьода, зять конунга Эйрика Победоносного, дед Ингвара.
- Олаф I (Óláfr konungr) — король Свитьода Олаф Шётконунг, сын Эйрика Победоносного.
- Эймунд Акасон[2] (Eymundr Ákason) — сын Аки.
- Ингигерда (Ingigerðr) — дочь Олафа I, жена Ярицлейва.
- Ярицлейв (Jarizleifr) — князь Ярослав, муж Ингигерды.
- Бурицлейв (Burizleifr) — брат Ярицлейва.
- Ингвар (Yngvarr) — сын Эймунда (по другой версии сын Энунда).
- Энунд (Önundr) — сын Олафа I.
- Гарда-Кетиль (Garða-Ketill) — дружинник Ингвара, исландец.
- Силькисив (Silkisif) — королева каспийского государства с центром в Цитополе (Citópolis).
- Юльв (Jólfr) — король Гелиополя (Heliópólis).
- Свейн (Sveinn) — сын Ингвара, муж Силькисив.

## Содержание
Сага посвящена событиям конца X — начала XI века, последнему походу викингов на Каспий в 1041 году под предводительством Ингвара Путешественника и позже его сына Свейна. В качестве вступления дается описание политической ситуации в Швеции, затем сага переносит нас на Русь и дальше на Каспий в поход по пути «из варяг в греки» в земли аббасидов. Что характерно для саги, вступление написано весьма натуралистично, а описание походов изобилует разного рода чудовищами, великанами и прочей мистикой.
Условно сагу можно разделить на две части: «Истории до отъезда Ингвара из Свитьода» и «Поход Ингвара и Свейна».

### Истории до отъезда Ингвара из Свитьода
В этой части описывается политическая ситуация в Швеции до и после централизации власти Олафом.
Сага повествует об отце Эймунда Аки, о том, как тот украл мать Эймунда и убил её мужа, и о том, как конунг Эйрик расплатился с ним и ещё 8 хьёвдингами за это.
Потом рассказ ведется о том, как Эймунд рос при дворе сначала Эйрика, а после его смерти, и его сына Олафа; о том, как выросши, Эймунд решает восстановить свою честь и почему ему приходится бежать.
Далее идет краткое перечисление фактов о пребывании Эймунда в Гардарике (на Руси) (настолько кратко, что создается впечатление, что «ну этот рассказ вы и так знаете»). Есть теория, что это кусок просто вставлен из «Пряди об Эймунде» и к героям саги отношения не имеет (см. ниже).
По возвращении назад Эймунд сравнивается в силе и богатстве с Олафом. Затем автор подробно описывает, как Ингвар сын Эймунда и Энунд сын Олафа мирят своих отцов, и почему Ингвар решает идти в поход.

#### Хронология первой части
Ниже приведенная хронология ставит перед нами вопрос:
Как 4-летняя Ингигерда могла помочь Эймунду, скрыть его от отца, найти и привести ему корабль?
| Событие                                                        | Дата     | возраст | возраст | возраст   | возраст | возраст |
| Событие                                                        | Дата     | Олафа   | Эймунда | Ингигерды | Анунда  | Ингвара |
| -------------------------------------------------------------- | -------- | ------- | ------- | --------- | ------- | ------- |
| родился Олаф                                                   | 980 год  |         |         |           |         |         |
| родился Эймунд                                                 | 990 год  | 10      |         |           |         |         |
| Олаф стал королём                                              | 995 год  | 15      | 5       |           |         |         |
| Олаф женился на Астрид (Estrid) и взял в наложницы Эдлу (Edla) | 1000 год | 20      | 10      |           |         |         |
| родилась Ингигерда                                             | 1001 год | 21      | 11      |           |         |         |
| изгнание Эймунда                                               | 1005 год | 25      | 15      | 4         |         |         |
| родился Анунд                                                  | 1009 год | 29      | 19      | 8         |         |         |
| Эймунд вернулся, женился, родил Ингвара                        | 1010 год | 30      | 20      | 9         | 1       |         |
| Ингвар едет к Олафу                                            | 1019 год | 39      | 29      | 18        | 10      | 9       |
| Ингвар покидает Швецию                                         | 1025 год | 45      | 35      | 24        | 16      | 15      |

- 1009 год — даты, полученные из других источников
- 1025 год — даты, рассчитанные с принятыми допущениями

При расчетах возможной хронологии событий в первой части саги были сделаны следующие допущения:
- Эймунд изгнан в 15 лет (в 15—20 лет юноша достигал зрелости и становился мужем)
- Эймунд странствовал на Руси 5 лет (если учесть, сколько длилась борьба Бурецлава и Ярислейфа, плюс грабительские рейды до поездки в Гардарик «несколько зим спустя»)
- Ингвар на 1 год младше Анунда (так как Ингвар почти ровесник Анунда)
- Анунд родился в 1009 году (Дата рождения Анунда установлена между 1008 и 1010 годом)
- Из саги нам известно, что Ингвар едет к Олафу, когда ему исполнилось 9 лет.

### Походы Ингвара и Свейна
В Гардарики Ингвар узнает, что на востоке этой страны протекают три реки. Самой большой считается средняя. На 30 кораблях Ингвар сплавляется вниз по реке. Во время одной из остановок путешественники увидели высокий дом, серебряный котел и великана. После этого они плыли много дней, пока не увидели стоящий на земле полумесяц. Следующая встреча предстояла с драконом Якулем (др.-сканд. Jakúlus). Здесь впервые путешественники попадают в бухту (др.-сканд. höfn, род. п. — hafnar), то есть достигают моря (haf — означает море).
Спустя много дней они приплыли к городу из белого мрамора под названием Цитополь, где они повстречали благородную языческую королеву по имени Силькисив (др.-сканд. Silkisif). Перезимовав, Ингвар двинулся дальше по реке. Дальше пришлось волочь корабли посуху.
Затем они повстречали знатного человека по имени Юльв (др.-сканд. Jólfr) из Гелиополя. Юльв объясняет, что река, на которой они находятся, имеет источник Линдибелти (др.-сканд. Lindibelti), откуда вытекает и другая река, втекающая в Раудахав (др.-сканд. Rauðahaf — буквально Красное море). Перезимовав, они продолжили путешествие. Вновь они увидели водопад и великана. Затем в рукавах реки они наткнулись на 5 «островов», оказавшихся замаскированными кораблями пиратов, о которых предупреждал их Юльв. Здесь они потеряли один корабль от греческого огня. Затем они встретили дракона, спящего на золоте. Это было в истоках реки. Затем они достигли горы Сиггеум (др.-сканд. Siggeum). Здесь Ингвар узнает, что викинги ранее уже доходили до сюда во главе с Харальдом, но погибли в Раудахаве.
После этого они вынуждены были повернуть обратно. Они проплыли порог Белгсоти (др.-сканд. Belgsóti), вновь встретили Юльва, который воевал со своим братом Солмундом (др.-сканд. Sölmundr). Викинги приняли участие в междоусобице (Сасиретская битва). Однако во время этой остановки многие воины погибли после близости с местными женщинами, заразившись неизвестной болезнью (сходная ситуация была во время одного из походов викингов на Кавказ). На обратном пути в земле Силькисив умер и Ингвар. После этого одни из сподвижников Ингвара вернулись в Гардарики, а другие в Миклагард (др.-сканд. Miklagarð).
Свейн решил повторить поход. Его целью была царица. На 2-й день пути он столкнулся с язычниками на лодках. Затем они приплыли к селению великана серебряного котла. Ниже по течению они увидели войско с боевыми слонами. Потом они вновь увидели полумесяц на земле и дракона Якуля. Затем они доплыли до царства Силькисив, на которой Свейн женился. Попутно страна была крещена.

## Реконструкция похода
Согласно Ларсону, отряд отправился из Киева по Днепру, вошел в Чёрное море, обогнул Крым, пересек Керченский пролив и дошел до Тмуторокани. Далее путь шел вдоль Кавказского побережья Черного моря до устья реки Риони, а затем вверх по ней. После волока в междуречье Риони и Куры путешественники проследовали вниз по Куре до места её слияния с Араксом, затем вниз по Араксу в Каспийское море и через него в залив Кара-Богаз — самую восточную, по мнению М. Ларссона, точку маршрута Ингвара. Оттуда отряд двинулся в обратный путь, возможно, вдоль южного берега Каспийского моря, вверх по Араксу и Куре, преодолел волок между Курой и Риони, достиг Кутаиси, вблизи которого произошла трагедия и бо́льшая часть отряда погибла.

## Авторство
Большинство саг, изначально существовали лишь в устной традиции и были записаны только спустя 2—3 столетия. По этой причине, если нам и известно имя автора, то лишь того, что записал сагу на основе уже ходившей в народе версий этой истории. Имена же тех, кто первый стал рассказывать сагу, остается, в основном, не известно. Но в «Саге об Ингваре Путешественнике» средневековый переписчик называет имя зачинателя саги в приписке в конце текста, указав на очевидца событий исландаца Кетиля по прозвищу Гарда-Кетиль:
А Кетиль отправился в Исландию к своим родичам, и осел там, и первым рассказал об этом
В тексте этой же приписки есть указание и на то, кто, вероятно, первый записал или повелел записать сагу:
А мы слышали, как рассказывали эту сагу, и написали её на основе древних сказаний тех книг, которые монах Одд Мудрый велел сложить по рассказам мудрых людей, о которых он сам говорит в своем письме, посланном Йону Лофтссону и Гицуру Халлсону.
Упомянутого здесь Одда Мудрого учеными принято ассоциировать с Оддом Сноррасоном. Однако в научных кругах нет устоявшегося мнения относительно искренности средневекового переписчика в упоминании имени Одда. Наиболее последовательно версию об авторстве Одда Сноррасона отстаивал Дитрих Хофманн, а оппонировал ему Р. Зимек.
Д. Хофманн также выдвинул версию о существовании латинского оригинала саги, с которого и был сделан исландский перевод. Эту версию, опять же, разделяют не все исследователи.

## Параллели с другими сагами

### Теория одного Эймунда
Существует теория, согласно которой Эймунд из «Прядь об Эймунде» и Эймунд из «Саги об Ингваре Путешественнике» — это одно и то же лицо.
Сравним имеющиеся факты обеих саг:
|                    | «Прядь об Эймунде» | «Сага об Ингваре Путешественнике» |
| ------------------ | --- | --- |
| Происхождение      | Норманн. Сын норвежского конунга Хринга (Hringr konungr), праправнук Харальда Прекрасноволосого (Haraldr hárfagri). Родословная последовательно и напрямую возводится до Харальда. О матери данных нет. | Свей. Сын шведского хёвдинга Аки (Áki höfðingr). О других прародителях данных нет. Мать — дочь конунга Свитьода Эйрика Победоносного (Eiríkr inn sigrsæli). |
| Семья              | Отец и брат изгнаны королём Норвегии Олафом II Толстым. Другой брат ослеплен им же, а после изгнан. | Отец убит Эйриком Победоносным (Eiríkr inn sigrsæli). Вместо братьев 8 хёвдингов, поддержавших Аки.                                                         |
| Причина странствий | Вернулся на родину после утверждения единовластия, и, не считая возможным ни биться с Олафом, ни служить ему, уезжает.                                                                                  | Выросши при дворе Эйрика, после прихода к власти его сына Олафа Шётконунга попытался вернуть свои права, потерпел неудачи и был изгнан.                     |
| Об Ингегерде       | Дочь короля Швеции Олафа Шётконунга. Увидев опасность, угрожающую Ярислейфу от Эймунда, пытается убить последнего.                                                                                      | Дочь короля Швеции Олафа Шётконунга. Увидев опасность, угрожающую Олафу от Эймунда, просит отца с ним примириться.                                          |
| В Гардарики        | Служит Ярислейфу и его жене Ингегерде против его брата Бурислафа. Убивает последнего. Переходит на службу к брату Ярислейфа Вартилафу.                                                                  | Служит Ярислейфу и его жене Ингигерде против его брата Бурицлейфа. Бурицлейф пленен и ослеплен. Вартилаф не упомянут.                                       |
| Окончание          | Получает в управление земли в Гардарики. Умирает молодым от болезни. Детей после себя не оставляет. | Возвращается в Свитьод, возвращает свои земли, мирится с Олафом Шётконунгом. Оставляет наследника — Ингвара.                                                |

Почти кажется маловероятным, что два Эймунда, родившись в разных местах, имели бы столь одинаковую судьбу, служили одним и тем же людям, в одном и том же месте и в одно и то же время. Вряд ли их карьера могла бы быть одинакова успешной до мельчайших подробностей, и остаться не подмеченной обоими сочинителями саг.
Плюс в обеих сагах есть второстепенный персонаж — Кетиль, по прозвищу Гарда-Кетиль (Garða-Ketill), названный в «Сага об Ингваре Путешественнике» исландцем (в «Прядь об Эймунде» исландцем назван Бьёрн (Björn)). Маловероятно, что это одно и то же лицо, так как саги относит деятельность Кетиля к разным периодам времени. А ещё, согласно «Саге об Ингваре», Кетиль, приехав в Исландию, первый рассказал её своим соплеменникам.
Значит, это одно и то же лицо?

### Теория вставки
Казалось бы, персонаж один. Правда, схожесть начала их жизни представить не сложно, когда в двух соседних странах в одно и то же время происходили сходные политические процессы — централизация власти.
Зато есть существенные отличия в биографиях Эймундов в этих сагах:
|    | «Прядь об Эймунде»         | «Сага об Ингваре Путешественнике»              |
| -- | -------------------------- | ---------------------------------------------- |
| а. | Остается в Гардарике.      | Возвращение в Свитьод.                         |
| б. | Не оставляет потомство.    | Имеет сына Ингвара.                            |
| в. | Не возвращается на родину. | Сын Эймунда и сын Олафа примиряют своих отцов. |

Причем «Сага об Ингваре Путешественнике» подробно в деталях описывает то, что происходило с Эймундом до изгнания и то, как сыновья мирили своих отцов по возвращении Эймунда на родину. А вот время пребывания его в Гардарики изложено в нескольких предложениях, без каких бы то ни было подробностей.
Наоборот, «Прядь об Эймунде» детально освещает период пребывания Эймунда в Гардарики и его службы конунгам Ярислейфу и Вартилафу. Начало и конец жизни Эймунда в саге затронуты вскользь, без подробностей.
Надо так же учесть то, что такими, как мы знаем обе саги, они были написаны с устных пересказов в XIII—XIV веках, то есть II—III века спустя, изложенных в них событий. При этом «Прядь об Эймунде» вероятно является сокращением более раннего текста, так же записанного с устной традиции.
В «Саге об Ингваре» есть прямое упоминание автора об имевшемся уже в его время споре о происхождении Ингвара, то есть что Эймунд мог быть не его отец.
Скорее всего, в «Саге об Ингваре Путешественнике» жизнь Эймунда в изгнании была не известна и, так как существенного влияния на задумку саги и на дальнейшие события это оказать не могло, сказ был дополнен известным автору рассказом. Как мы видим из истории Кетиля, саги свободно путешествовали по Скандинавии, и могли быть рассказаны шведам, например, исландцем, то можно предположить знакомство автора «Саги об Ингваре» с «Прядью об Эймунде». А из-за передачи саг в устной традиции, национальность героя, равно как и некоторые нюансы, могли быть искажены временем или намеренно, чтобы польстить шведским слушателям.
Все выше сказанное наталкивает на мысль, что, вероятно, Эймунд из «Пряди об Эймунде» и Эймунд из «Саги об Ингваре Путешественнике» разные люди.